# Estrela do Sul (diamante)

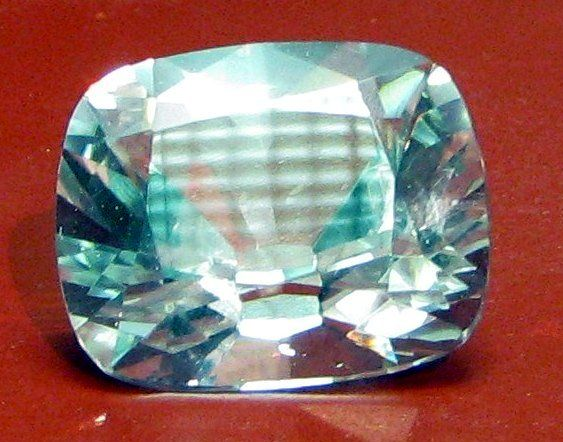
Réplica do diamante Estrela do Sul. Coleção do museu Reich der Kristalle de Munique.

Estrela do Sul é um diamante de 128,48 quilates e um dos mais famosos do mundo.
Foi descoberto na vila de Bagagem, atual município de Estrela do Sul (Minas Gerais), em julho de 1853 e foi o primeiro diamante brasileiro a ganhar projeção internacional. 
A pedra é classificada como VS-2 para transparência da cor rosa cobreada e também pode ser classificada como diamante tipo IIa .

## História
Era usual nas minas de Bagagem, que o escravo que encontrasse um diamante de tamanho grande e o entregasse ao seu senhor era recompensado com a alforria e a oportunidade de trabalhar por salário. Além disso, o escravo poderia ser presenteado com roupas, ferramentas e em alguns casos com uma procissão em sua homenagem onde era coroado com flores. Tudo dependia do valor da pedra encontrada. Isso era feito para encorajar a honestidade entre os escravos. Também havia punições estabelecidas para aqueles que eram pegos escondendo diamantes de seus senhores.
A versão oficial é que o Estrela do Sul foi encontrado por uma jovem escrava chamada Rosa no Rio Bagagem. Ela o entregou a seu senhor Casimiro de Morais. Este em retribuição lhe alforriou e lhe prometeu uma pensão vitalícia. Logo depois Casimiro comicionou Bernardo de Melo Franco para a venda da pedra . Este o vendeu para H. Helphen por 3000 libras esterlinas, um preço muito inferior ao seu real valor. O comprador o guardou no Banco do Rio de Janeiro registrando o valor de 30 000 dolares,.
No entanto existe a versão paralela de que este diamante na verdade foi encontrado pelo jovem escravo Marcos, namorado de Rosa. Mas eles pertenciam a senhores diferentes, portanto seu amor era impossível. Como o senhor de Rosa era melhor do que o de Marcos, ele deu a pedra a Rosa, porque tinha certeza de alforriá-la. Depois que ela fosse solta, eles planejavam uma fuga. Mas o senhor de Marcos desconfiou da conspiração e o torturou durante dias, mandando ele confessar que fora ele quem achou o diamante. O negro morreu sem confessar. O senhor de Marcos convicto de que o diamante era de fato seu, contratou advogados e iniciou uma demanda sensacional para reivindicar a joia. Mas ele perdeu a demanda.
O comprador H. Halphen e Associados de Paris levou a pedra para Europa e lhe deu o nome de Estrela do Sul. Anteriormente o seu nome era Casimira, em homenagem ao senhor da escrava Rosa. A primeira exibição pública da pedra ocorreu em 1862 no Great London Exposition, logo em seguida, em 1867 foi exposta na International Exposition de Paris. Em ambas ocasiões o Estrela do Sul recebeu muita atenção.
Essa pedra foi posteriormente enviada para uma casa especializada em negociação de diamantes na India, onde foi iniciada a negociação de sua venda para um Marajá pelo preço de 110 000 libras esterlinas. Mas a negociação fracassou e o diamante retornou para Halphen e Associados.
Durante a estada do diamante na India, o príncipe Mallhār Rāo da família real de Gaekwad tomou conhecimento sobre a existência do Estrela do Sul. Ele nomeou E.H. Dresden de Londrês para comprá-lo, que realizou a compra por 80 000 libras. O Estrela do Sul esteve nas mãos da família Gaekwad por décadas. Mais tarde ele foi montado em um colar junto com também famoso diamante Dresden Inglês.
O Estrela do Sul foi posteriormente comprado por Rustomjee Jamsetjee de Mumbai, que vendeu para Cartier em 2002.

## Disputa
Depois que o diamante foi comprado por Cartier, Sangrām Sihn, filho mais novo do Marajá Pratāp Sihn Gaekwad, alegou que o Estrela do Sul estava listado nos bens da herança da família Gaekwad, a qual é disputada judicialmente por vários membros a referida família, portanto, não poderia ter sido vendido. Sangrām Sihn anunciou que pretende rastrear como o diamante chegou até Cartier e tomar as medidas legais cabíveis.
Mesmo assim, a Casa Cartier o pôs a venda em 2004